# Ростислав (лінійний корабель, 1844)
«Ростислав» (рос. дореф. «Ростиславъ») — 84-гарматний вітрильний лінійний корабель Чорноморського флоту Російської імперії. Учасник Сінопської битви 18 листопада 1853 року.

## Опис
Вітрильний 84-гарматний лінійний корабель. Як і для кораблів типу «Султан Махмуд», прототипом для його створення послужив корабель «Силістрія». Кругла корма кораблів цього типу підвищувала міцність корпусу, в їхньому наборі використовували металеві деталі, а прядив'яні канати замінили на якір-ланцюги. Від кораблів серії «Ростислав» відрізнявся більшою шириною в гондеку у зв'язку з необхідністю розміщення бомбичних гармат.
«Ростислав» мав традиційну конструкцію плоскої корми з критими бічними галереями і вигнутими гакабортами. Кормова площина корабля була прикрашені різьбленими, позолоченими фризами із завитків аканта і двоголовим орлом у центрі.
Водотоннажність корабля становила 3890 тонн, довжина між перпендикулярами — 59,74 метра, довжина по гондеку — 60,2 метра, ширина — 16,74 метра, глибина інтрюма — 8,2 метра, осадка — 7,2 метра. Екіпаж складав 770 осіб.
Озброєння корабля, за відомостями з різних джерел, становило від 84 до 96 гармат в залежності від року служби. Так, спочатку озброєння «Ростислава» складалося з восьми 68-фунтових бомбичних і двадцяти чотирьох 36-фунтових довгоствольних гармат на нижній палубі. На верхній палубі розміщувалися тридцять чотири 36-фунтові короткоствольні гармати. Ще двадцять 24-фунтових гармат, дві 24-фунтові і одна 12-фунтова карронади знаходилися на баці і чвертьпалубі.
У 1853 році склад батареї дещо змінився. Кількість бомбичних гармат на нижній палубі зменшили до чотирьох одиниць, а кількість 36-фунтових довгоствольних гармат навпаки, збільшили до двадцяти восьми одиниць. На верхню палубу додали чотири 68-фунтові бомбичні гармати, а кількість короткоствольних 36-фунтових гармат була зменшена до двадцяти восьми одиниць. З озброєння на баці й чвертьпалубі залишили тільки двадцять 24-фунтових гармат.
Озброєння корабля у 1854 році майже не відрізнялося від минулого року, окрім доданих на корму шістьох 18-фунтових гармат.
Корабель названо на честь Святого Ростислава — православного релігійного мученика, моравського князя, що боровся у IX столітті з німецькими феодалами за встановлення в Моравії православ'я. Назва корабля спадкова — від катерининського корабля, збудованого в Архангельську у 1769 році, ім'я якому Катерина II дала власноруч.

## Історія
Закладений у Миколаєві на стапелі Спаського адміралтейства 16 травня 1843 року, головний будівник — полковник корпусу корабельних інженерів І. С. Дмитрієв. Після спуску на воду 1 листопада 1844 року перейшов до Севастополя і увійшов до складу Чорноморського флоту Російської імперії.
Під час військової кампанії Російської імперії у 1847, 1849 і 1852 роках у складі ескадр кораблів Чорноморського флоту брав участь у практичних плаваннях у Чорному морі. Під час кампанії наступного 1853 року з червня по серпень також брав участь у практичному плаванні, зокрема 10 серпня брав участь у перегонах кораблів, а під час навчальної атаки флоту на Севастопольський рейд 12 серпня перебував на боці тих, хто атакував. У кампанію того ж року з 17 вересня по 2 жовтня у складі ескадри віцеадмірала П. С. Нахімова брав участь у перевезенні військ із Севастополя до Сухум-Кале для посилення оборони на Кавказі. Так, на кораблі було перевезено 943 солдатів і офіцерів Литовського полку 13-ї дивізії.

### Під час Кримської війни
Брав участь у Кримській війні. 29 жовтня 1853 року в складі ескадри віцеадмірала В. О. Корнілова брав участь у пошуках турецького флоту спочатку біля румелійського, а потім біля анатолійського берегів. 6 листопада в море «Ростислав» був переданий до складу ескадри П. С. Нахімова, у складі якої він продовжив курсувати вздовж анатолійського берега.
Протягом 8—10 листопада ескадра витримала сильний шторм, через який кілька кораблів отримали серйозні ушкодження. Нахімов був вимушений відправити на ремонт до Севастополя кораблі «Хоробрий» і «Святослав», і фрегат «Кулевчі». З ними пішов паровий фрегат «Бессарабія» з донесеннями. З рештою трьома кораблями, «Чесма», «Імператриця Марія» і «Ростислав» і бригом віцеадмірал вирушив до Сінопа, щоб знищити турецький загін, який стояв там. Цього ж дня фрегат «Кагул» доставив відомості про турецьку ескадру Ф. М. Новосильському, який крейсував біля Севастополя, але той замість допомоги Нахімову повернувся на головну базу, а «Кагул» попрямував назад на свій пост.
11 листопада, наблизившись до Сінопа на 2 милі, Нахімов виявив там значно більші сили. Нахімов ухвалив рішення блокувати порт до прибуття підкріплення. На наступний день за наказом О. С. Меншикова Новосильський вийшов із Севастополя на допомогу Нахімову з п'ятьма кораблями, але дорогою на кораблях «Селафиїл» і «Уриїл» почалося затікання води, що змусило їх покинути ескадру і повернутися до Севастополя. 16 листопада ескадра Новосильського з кораблів «Три Святителі», «Великий князь Костянтин» і «Париж» приєдналася до ескадри Нахімова коло мису Пахіос, посиливши її вдвічі.
17 листопада 1853 року до ескадри приєднався фрегат «Кулевчі», що доставив Нахімову припис О. С. Меншикова за можливості щадити місто Сіноп, щоб не дати європейським країнам приводу до війни. Нахімов, побоюючись підходу до противника підкріплень, вирішив наступного дня розпочати бій.

#### Сінопська битва

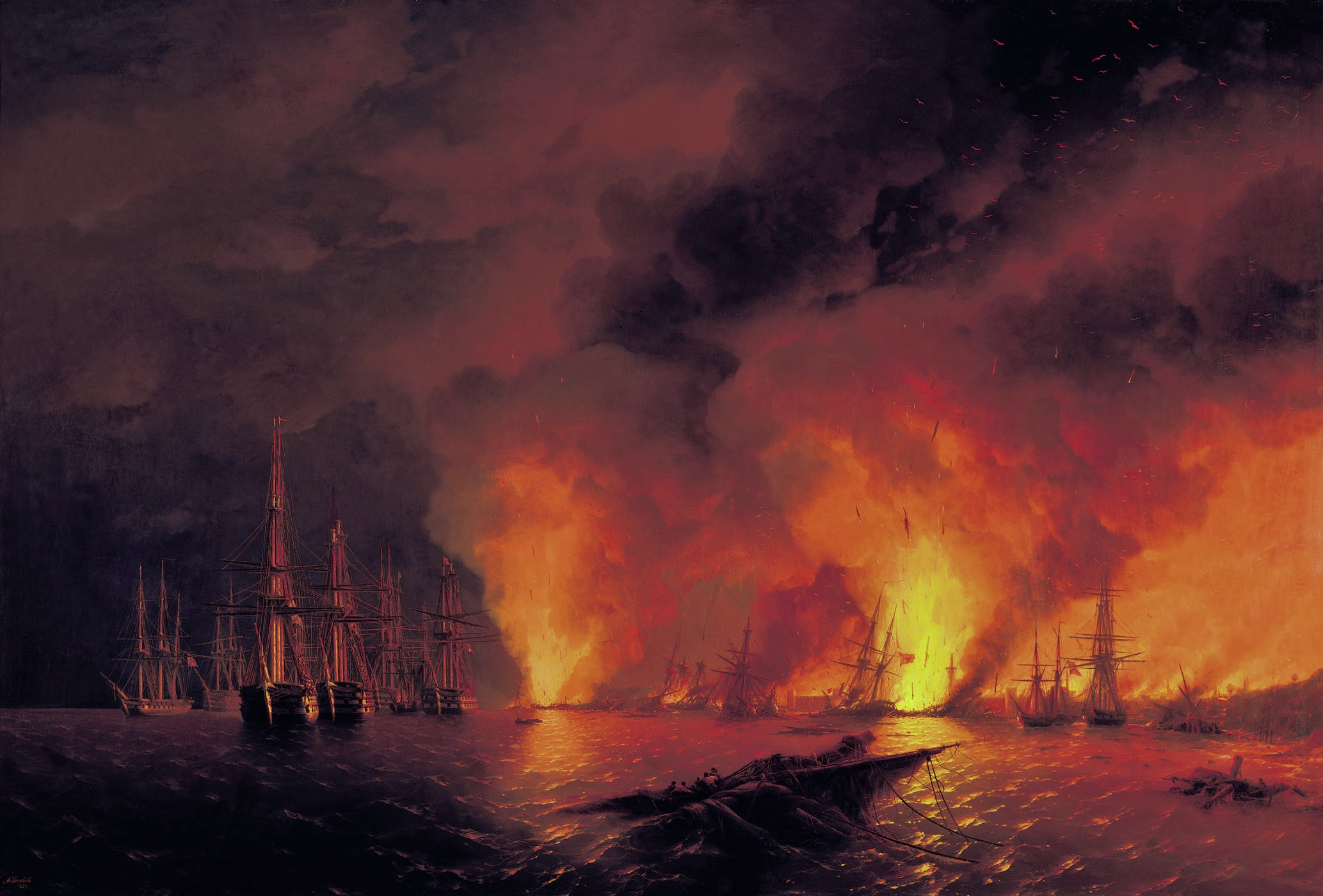
«Сінопський бій 18 листопада 1853 (ніч після бою)», картина І. К. Айвазовського, 1853

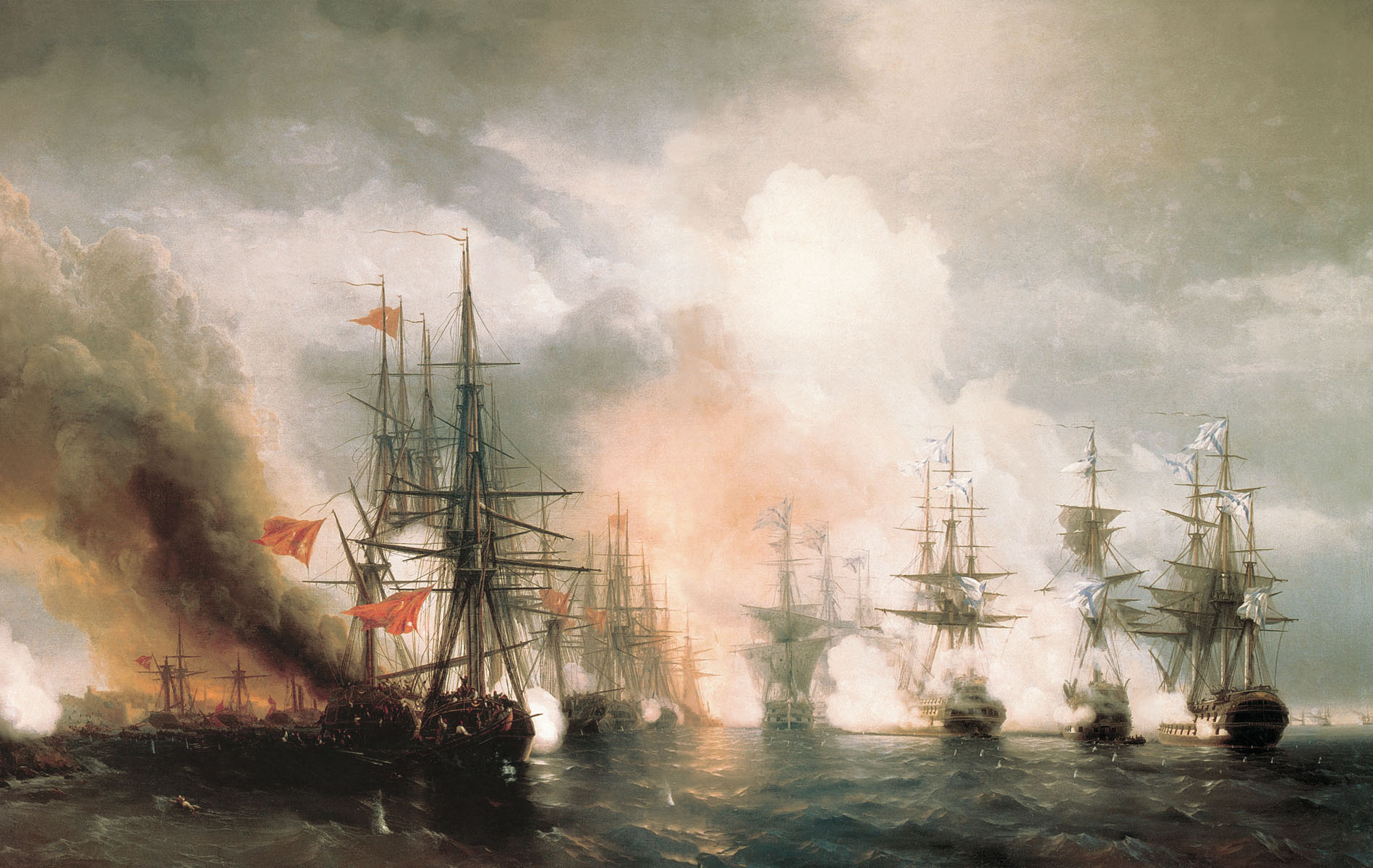
«Сінопський бій», картина І. К. Айвазовського, 1853. Вид від мису Кіой-Хісар, де знаходилася батарея № 6. Перший справа наліво, кормою до глядача, лінійний корабель «Ростислав»

Переночувавши за 10,5 миль на північний схід від Сінопського перешийка, російська ескадра вишикувалася у дві колони: праву повів Нахімов на флагманському кораблі «Імператриця Марія», ліву колону, яку замикав «Ростислав», вів Ф. М. Новосильський.
Перші постріли «Ростислава» були спрямовані проти фрегата «Нізаміє», корвета «Фейзі-Меабуд» і берегової батареї № 6. Незабаром після початку бою був сильно пошкоджений корабель «Три Святителі»: турецьким вогнем було перебито шпринг і корабель розвернуло кормою до батареї. В такому положенні він зазнав поздовжнього обстрілу і сильно постраждав. Помітивши критичне положення «Трьох Святителів», «Ростислав» зосередив свій вогонь винятково на корветі і береговій батареї, що обстрілювали дружній корабель. Завдяки своєчасній підтримці «Ростислава» на кораблі «Три Святителі» в цей час встигли виправити шпринг, а батарея № 6, яка до цього сильно шкодила кораблю, значно послабила свій вогонь.
Після цього турецькі сили зосередили свій вогонь на «Ростиславі» і один із ворожих снарядів, розірвавшись у батарейній палубі російського корабля, розніс на шматки одну гармату, сильно розбив палубу, запалив кокору та завісу, навішану над люком, через який відбувалося подавання кадузів нижнього дека. Близько 40 російських моряків було поранено вибухом. Попадання розжареного ядра з батареї ледь не призвело до вибуху корабля. Палаючі шматки завіси потрапили в люки крюйт-камери, призначені туди люди кинулися до дверей, але мічман М. О. Колокольцов зачинив двері й організував гасіння пожежі.
В результаті бою «Ростислав» змусив корвет викинутися на берег, а берегову батарею «Ростислав» придушив до п'ятої години дня.
В бою на кораблі «Ростислав» була досягнута найбільша скорострільність серед всієї ескадри, з кожної гармати діючого борту було зроблено від 76 до 130 пострілів, тоді як на інших кораблях з кожної гармати одного борту в середньому було зроблено від 50 до 100 пострілів. Загальна кількість зроблених «Ростиславом» пострілів під час бою — 4962 (за іншими даними — 3960). Корабель дістав 25 пробоїн, а також, крім гармати, що розірвалася, пошкодження всіх щогл і бушприта.
Під час битви багато гармат корабля заряджалися одразу двома ядрами, що призвело до їх розривів і великих втрат серед екіпажу: 5 убитих, 105 поранених і обпалених, з яких половина від розривів гармат.
За участь у битві командир корабля, капітан 1-го рангу О. Д. Кузнєцов, був нагороджений орденом Святого Володимира III ступеня та 28 листопада 1853 року проведений у контрадмірали, а мічман М. О. Колокольцов — орденами Святого Володимира IV ступеня з бантом, Святого Георгія IV ступеня та річним окладом платні, а також був проведений у лейтенанти.

#### Подальша доля
Відразу після бою екіпажами кораблів почалося закладання пробоїн, лагодження вітрил і рангоутів. 19 листопада о четвертій годині дня на підмогу російській ескадрі прибув пароплав «Громоносець». 20 листопада ремонт завершився, і ескадра вирушила додому. Першу добу паровий фрегат «Крим» буксирував «Імператрицю Марію», «Одеса» — корабель «Великий князь Константин» під прапором Нахімова, «Херсонес» вів корабель «Три Святителя», а «Громоносець» — «Ростислава». З часом хвилювання на морі змусило відмовитися від буксирів, і всі кораблі ескадри пішли під вітрилами.
22 листопада ескадра прибула до Севастополя. За наказом О. С. Меншикова екіпажи ескадри, що прибула з Туреччини, де в цей час спалахнула епідемія холери, провели три дні в карантині.
У квітні наступного 1854 року корабель поставили на рейді біля Курячої балки, а в грудні того ж року силами екіпажу корабля між п'ятим і шостим бастіонами було зведено Ростиславський редут. 13 лютого 1855 року «Ростислав» був затоплений на рейді між Миколаївською і Михайлівською батареями. Після війни під час розчищення Севастопольської бухти в жовтні 1861 року був піднятий по частинах.

## Командири
- П. Х. Мессер (1846—1848);
- О. Д. Кузнєцов (1849—1854);
- П. В. Воєводський (1855).